# Club 1910
Club 1910 hette det allsvenska fotbollslaget Kalmar FF:s supporterklubb under en kort tid. Namnet kommer av 1910, året då Kalmar FF bildades. Tidigare hade supporterklubben haft namnen Kalmar FF Fans samt Kånkelberrys. Club 1910 förlorade sin status som officiell supporterklubb 2008 och har inte haft någon aktivitet sedan dess.
Kalmar FF Supporterunion startade upp 2008 och blev Kalmar FF:s officiella supporterklubb 2010.